# Mamady Bangré
Mamady Alex Bangré (ur. 15 czerwca 2001 w Tuluzie) – burkiński piłkarz grający na pozycji lewego pomocnika. Od 2024 jest zawodnikiem klubu Troyes AC, do którego jest wypożyczony z Toulouse FC.

## Kariera klubowa
Swoją karierę piłkarską Bangré rozpoczął w 2007 roku w juniorach Toulouse FC. W sezonie 2018/2019 stał się zawodnikiem rezerw tego klubu, a w 2020 - także pierwszego zespołu. 17 kwietnia 2021 zadebiutował w nim w Ligue 2 w wygranym 1:0 domowym meczu z LB Châteauroux. W sezonie 2021/2022 awansował z nim do Ligue 1.
Latem 2022 Bangré został wypożyczony do US Quevilly. Swój debiut w nim w Ligue 2 zanotował 30 lipca 2022 w zremisowanym 0:0 domowym meczu z Rodez AF. Zawondikiem Quevilly był przez rok.
W lutym 2024 Bangré udał się na wypożyczenie do Troyes AC. Zadebiutował w nim 3 lutego 2024 w zwycięskim 2:1 domowym meczu z Girondins Bordeaux.
| Sezon   | Klub          | Kraj    | Rozgrywki              | Mecze | Bramki |
| ------- | ------------- | ------- | ---------------------- | ----- | ------ |
| 2018/19 | Toulouse FC B | Francja | Championnat National 3 | 5     | 0      |
| 2019/20 | Toulouse FC B | Francja | Championnat National 3 | 15    | 1      |
| 2020/21 | Toulouse FC   | Francja | Ligue 2                | 2     | 0      |
| 2020/21 | Toulouse FC B | Francja | Championnat National 3 | 4     | 0      |
| 2021/22 | Toulouse FC   | Francja | Ligue 2                | 7     | 1      |
| 2021/22 | Toulouse FC B | Francja | Championnat National 3 | 8     | 7      |
| 2022/23 | US Quevilly   | Francja | Ligue 2                | 37    | 9      |
| 2023/24 | Toulouse FC   | Francja | Ligue 1                | 8     | 0      |

## Kariera reprezentacyjna
W reprezentacji Burkiny Faso Bangré zadebiutował 24 marca 2022 w przegranym 0:5 towarzyskim meczu z Kosowem, rozegranym w Prisztinie. W 2024 roku powołano go do kadry na Puchar Narodów Afryki 2023. Rozegrał w nim jeden mecz, grupowy z Mauretanią (1:0).